# Numa (Iowa)
Numa é uma cidade localizada no estado americano de Iowa, no Condado de Appanoose.

## Demografia
Segundo o censo americano de 2000, a sua população era de 109 habitantes.
Em 2006, foi estimada uma população de 111, um aumento de 2 (1.8%).

## Geografia
De acordo com o United States Census Bureau tem uma área de
1,1 km², dos quais 1,1 km² cobertos por terra e 0,0 km² cobertos por água.

## Localidades na vizinhança
O diagrama seguinte representa as localidades num raio de 12 km ao redor de Numa.